# Svenstorp
Svenstorp is een plaats in de gemeente Ängelholm in Skåne de zuidelijkste provincie van Zweden. De plaats heeft 238 inwoners (2005) en een oppervlakte van 23 hectare. De plaats ligt op het schiereiland Bjäre.

## Verkeer en vervoer
Bij de plaats lopen de Länsväg 105 en Länsväg 115.